# Porcellio rubidus
Porcellio rubidus är en kräftdjursart som beskrevs av Gustav Budde-Lund 1879. Porcellio rubidus ingår i släktet Porcellio och familjen Porcellionidae. Inga underarter finns listade i Catalogue of Life.